# Calameae
Tribu
Sous-tribus de rang inférieur
- Korthalsiinae
- Salaccinae
- Metroxylinae
- Pigafettinae
- Plectocomiinae
- Calaminae

Les Calameae sont une tribu de la famille des palmiers (Arecaceae). Cette tribu comprend les palmiers grimpants appelés rotin.

## Caractéristiques
Les représentants sont des palmiers en forme d'arbre, ou acaule (sans tige) ou encore grimpants du genre d. Elles sont principalement dioïques, fleurissant une seule fois (hapaxanthe) ou plusieurs fois (pléonanthe). Les feuilles de ces palmiers sont pennées, épineuses, avec les épines régulièrement ou presque régulièrement disposées en verticilles.
Les graines ont généralement un sarcotesta. Le pollen a généralement deux ouvertures germinales (diaperturées).

## Distribution
Les représentants se trouvent dans les régions tropicales et subtropicales de l'Ancien Monde : Afrique, Asie et Australie.

## Systématique
La tribu des Calameae est placée au sein de la famille des palmiers dans la sous-famille des Calamoideae. Les tribus telles que définies par Dransfield et al. (2008), ou Baker et al. (2016), sont identifiées comme un groupe apparenté naturel (monophylie) dans la plupart des études. Leur groupe frère est les Lepidocaryeae.
La tribu est divisée en six sous-tribus, les relations entre les quatre premières sont mal comprises, bien que morphologiquement elles soient très similaires :

### Sous-tribu desKorthalsiinae
Ce sont des palmiers grimpants, hermaphrodites et hapaxanthes. Les troncs se ramifient. Les feuilles ont des vrilles sans épines.
- Korthalsia Blume

### Sous-tribu desSalaccinae

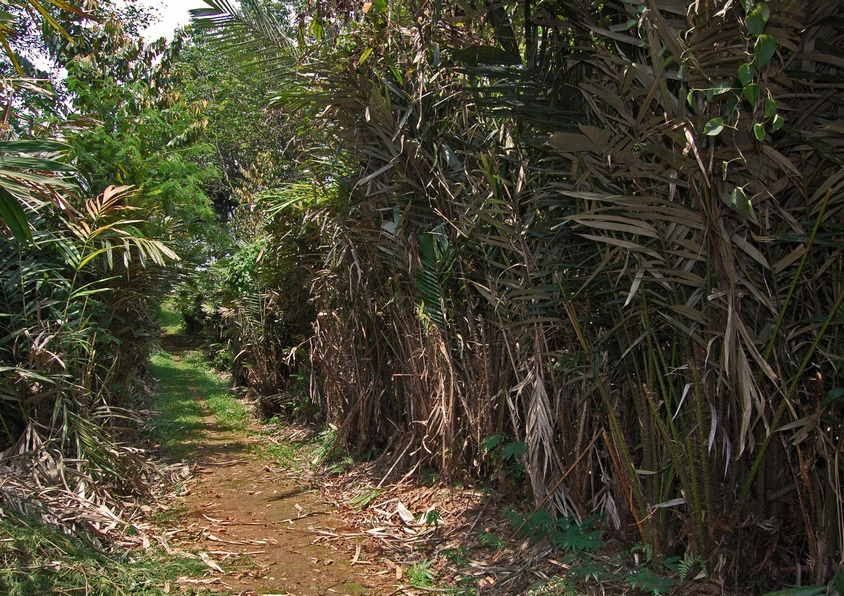
Plantation de palmiers Salak (Salacca zalacca) à Java.

Les représentants sont des palmiers acaules, dioïques, hapaxanthe ou pléonanthe. La feuille de couverture de l'inflorescence se déchire abaxialement ou adaxialement. On les trouve en Asie du Sud-Est et en Malaisie occidentale.
- Eleiodoxa (Becc.) Burret
- Salacca Reinw.

### Sous-tribu desMetroxylinae
Avec un seul genre qui se compose de palmiers  arborescents, principalement hapaxanthes. L'inflorescence est partiellement fusionnée avec l'entre-nœud.
- Metroxylon Rottb.

### Sous-tribu desPigafettinae
Avec un seul genre qui se compose de palmiers dioïques à floraison répétée. Les axes de l'inflorescence fleurie (Rachilla, rameau florifère) sont minces et portent sur des  bractées très réduites. Les fleurs mâles sont par paires, à l'encontre des fleurs femelles. À la différence des autres membres de cette tribu le pollen des Pigafetta est sans ouverture, il est dit inaperturé.
Pigafetta (Blume) Becc.

### Sous-tribu desPlectocomiinae
Les représentants sont des palmiers grimpants, dioïques et hapaxanthes. Les feuilles portent des vrilles sans épines. L'inflorescence est fusionnée avec l'entre-nœud. Les trois genres sont étroitement liés et se trouvent dans les tropiques de l'Asie. Ces espèces semblent adaptées à la colonisation d'habitats perturbés au sein de la forêt primaire.
- Plectocomia Mart. & Blume
- Myrialepis Becc.
- Plectocomiopsis Becc.

### Sous-tribu desCalaminae
Les représentants des Calaminae (avec maintenant un seul genre, mais avec près de 500 espèces) sont des palmiers grimpants, mais sans stipe (acaule), dioïques, généralement à fleurs multiples. Si les feuilles ont des vrilles, le pétiole est proéminent ou absent, et diversement armé d'épines et de crochets qui permettent de se hisser dans la canopée. Les tiges peuvent atteindre des longueurs de 200 mètres,. L'inflorescence est fusionnée avec l'entre-nœud et la gaine foliaire. La gaine foliaire a généralement un renflement sous la base du pétiole. Les anthères sont médifixes. Cette sous-tribu contient la plupart des palmiers grimpants trouvés en Asie du Sud-Est et en Malaisie, avec les palmiers à rotin un des plus importants sur le plan économique.
- Calamus L.

## voir aussi
- Classification des Arecaceae